# Jules Brand-Flu
Juliaan Lodewijk (Jules) Brand-Flu, ook geschreven als Jules Brandflu (Paramaribo, 1951), is een Surinaams kunstenaar en kunstdocent.

## Biografie
Brand-Flu startte in 1971 als docent voor Nola Hatterman, toen zij op 71-jarige leeftijd de Nieuwe School Voor Beeldende Kunst (NSBK) oprichtte. Andere docenten waren toen Paul Woei en Rudi Getrouw. In 1975 was hij medeoprichter van het kunstenaarscollectief Njoen Sranan dat gevormd werd door docenten en studenten van de NSBK. Ook Hatterman zelf deed mee, samen met Jozef Klas, Rinaldo Klas, Rudi Chang, Wilgo Elshot, George Ramdja en Doel Soekinta. Enkele maanden later hielden hij, Chang, Elshot en Soekina een groepsexpositie die door president Ronald Venetiaan werd geopend, met onder de aanwezigen premier Henck Arron. De kunstenaars ontwierpen dat jaar ook de kinderpostzegels. In juli 1977 nam hij zitting als tweede secretaris in de Bond van Beeldende Werkers.
In 1981 ontwierp hij voor de Nederlandse PTT Post de Europazegels. In 1985 hielden hij en enkele andere Surinaamse kunstenaars een expositie in Libertas op Curaçao.
Een van zijn specialisaties is de vervaardiging van artistiek glas-in-lood. Voor het Bisschopshuis ontwierp hij zes ramen, waaronder twee met als onderwerp Petrus Donders in de Amazone. "De kapel in het bisschopshuis kan nu met recht een Petrus Donderskapel genoemd worden," aldus bisschop Karel Choennie in een artikel hierover. Daarnaast heeft Suriname Alcohol Beverages (SAB) een glas-in-lood-werk van hem aan de straatkant geplaatst. Voor SAB maakte hij ook nog artistieke lichtreclame met de tekst Black Cat Rum. Deze werd op 15 november 1996 op een hoge paal voor het gebouw onthuld ter herinnering aan het dertigjarige bestaan van het bedrijf.
Daarnaast is hij beeldhouwer. In 2013 werd het borstbeeld van Jules Sedney onthuld dat een plek kreeg bij de Nieuwe Haven, later omgedoopt naar Jules Sedney Haven. Een jaar later werd op hetzelfde plein het door hem gemaakte borstbeeld van Hendrik Sylvester onthuld.
In het eerste kwart van de 21e eeuw is hij nog steeds actief in de examencommissie van de inmiddels hernoemde Nola Hatterman Art Academy (NHAA).